# 納斯達克綜合指數

那斯達克綜合指數1971年至2021年走勢（對數尺度）

納斯達克綜合指數（英語：NASDAQ Composite）是美國的一個股價指數，指數在1971年2月5日創立，基數點為100點，其成分股包括絕大部分於納斯達克上市的股票，總數超過3,000支。
1990年代末期以降，許多高科技公司（如微軟）及網際網路相關公司（如Alphabet）在那斯達克上市，因此成為觀察美國科技產業趨勢的重要指標。

## 各項紀錄
| 紀錄                     | 點數      | 日期              | 資料來源 |
| ------------------------ | --------- | ----------------- | -------- |
| 歷史最高點數             | 21,803.57 | 2025年8月13日週三 |          |
| 歷史最高收市點數         | 21,713.14 | 2025年8月13日週三 |          |
| 歷史最低點數             | 54.87     | 1974年10月3日週四 |          |
| 歷史最低收市點數         | 54.87     | 1974年10月3日週四 |          |
| 單日最大升幅（以點數計） | +1857.06  | 2025年4月9日週三  |          |
| 單日最大跌幅（以點數計） | -1050.44  | 2025年4月3日週四  |          |

## 外部連結
- （英文）納斯達克綜合指數 （页面存档备份，存于）
- （英文）Company List (NASDAQ, NYSE, & AMEX) （页面存档备份，存于）